# Hungría en los Juegos Olímpicos de Los Ángeles 1932
Hungría estuvo representada en los Juegos Olímpicos de Los Ángeles 1932 por un total de 58 deportistas que compitieron en 11 deportes.  
El portador de la bandera en la ceremonia de apertura fue el atleta Péter Bácsalmási.

## Medallistas
El equipo olímpico húngaro obtuvo las siguientes medallas:
| Nombre                                                                              | Deporte            | Competición                      |
| ----------------------------------------------------------------------------------- | ------------------ | -------------------------------- |
| Oro                                                                                 |                    |                                  |
| István Énekes                                                                       | Boxeo              | Mosca (50,8 kg) M                |
| György Piller                                                                       | Esgrima            | Sable ind. M                     |
| Aladár Gerevich Gyula Glykais Endre Kabos Ernő Nagy Attila Petschauer György Piller | Esgrima            | Sable por eqs. M                 |
| István Pelle                                                                        | Gimnasia artística | Suelo M                          |
| István Pelle                                                                        | Gimnasia artística | Caballo con arcos M              |
| Equipo                                                                              | Waterpolo          | Torneo M                         |
| Plata                                                                               |                    |                                  |
| István Pelle                                                                        | Gimnasia artística | Paralelas M                      |
| István Pelle                                                                        | Gimnasia artística | Concurso completo ind. M         |
| Ödön Zombori                                                                        | Lucha libre        | 56 kg M                          |
| Károly Kárpáti                                                                      | Lucha libre        | 66 kg M                          |
| Bronce                                                                              |                    |                                  |
| Endre Kabos                                                                         | Esgrima            | Sable ind. M                     |
| Erna Bogen                                                                          | Esgrima            | Florete ind. F                   |
| József Tunyogi                                                                      | Lucha libre        | 79 kg M                          |
| István Bárány László Szabados András Székely András Wanié                           | Natación           | 4 × 200 m libre M                |
| Zoltán Soós-Hradetzky                                                               | Tiro               | Rifle en posición tendida 50 m M |